# Gmina Kłodawa (Powiat Gorzowski)
Die Gmina Kłodawa (deutsch Kladow) ist eine Landgemeinde im Powiat Gorzowski in der polnischen Woiwodschaft Lebus. Sitz der Gemeinde ist der Ort Kłodawa. Die Gemeinde grenzt nördlich an die Stadt Gorzów Wielkopolski.

## Gliederung
In der Landgemeinde (gmina wiejska) Kłodawa befinden sich die folgenden Ortschaften mit Schulzenamt (sołectwo):
- Chwalęcice (Heinersdorf)
- Kłodawa (Kladow)
- Łośno (Lotzen)
- Mironice (Himmelstädt)
- Różanki (Stolzenberg)
- Różanki-Szklarnia
- Rybakowo (Rohrbruch)
- Santocko (Zanzin)
- Santoczno (Zanzhausen)
- Wojcieszyce (Wormsfelde)
- Zdroisko (Zanztal)

Weitere Ortschaften ohne Schulzenamt sind:
- Chłopi Kanał (Marienfließ)
- Dzicz (Forsthaus Jägerwerder)
- Dziczki (Jägerwerder)
- Dzikowo (Wildwiese)
- Gośniewiec (Forsthaus Schweinebrück)
- Kurpiszek (Zanziner Theerofen)
- Kłonia (Wormsfelder Mühle)
- Lipy (Lübbesee)
- Lubocierz (Lübbesee)
- Lubociesz (Oberförstereigehöft)
- Mietliska (Forsthaus Möllenberg)
- Mościsko (Aalkastenbrücke)
- Mszaniec (Saugarten)
- Pluta (Friedrichsmühle)
- Przyłęsko (Forsthaus Prielang)
- Rozstaje (Stern)
- Różanki Mokre (Oberförsterei Stolzenberg)
- Rębowo (Zanziner Rahmhütte)
- Smolarki (Kladower Theerofen)
- Smołdziny (Wormsfelder Theerofen)
- Tarnina (Forsthaus Waldhof)
- Wełmin (Forsthaus Buchwerder)
- Widziny (Wiesenhaus)
- Wojcieszki (Forsthaus Wormsfelde)
- Zamokrze (Forsthaus Hammelbrück)
- Zamoksze (Kol. Hammelbrück)
- Zdroisko (Zanzthal)
- Zielęcin (Sellenthin)
- Łosienko (Forsthaus Lotzen)

## Geschichte

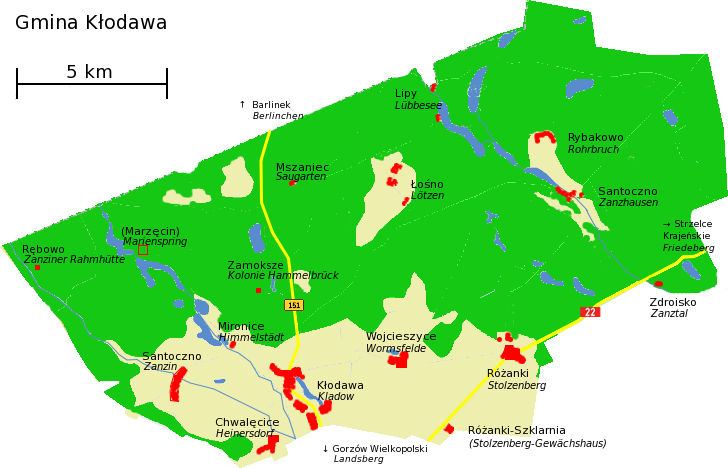
Übersichtskarte der Gemeinde

Bis 1945 gab es auf dem Gemeindegebiet die zehn deutschen Gemeinden Heinersdorf, Himmelstädt, Kladow, Lotzen, Marienspring, Rohrbruch, Stolzenberg, Wormsfelde, Zanzhausen und Zanzin.
Bei dem kleinen Dorf Marienspring (polnisch Marzęcin) kam es im Januar 1945 zu einem Gefecht mit fünf deutschen Panzern, die die heranrückenden sowjetischen Truppen vor der Überquerung des Flusses Kladow aufhalten sollten. Marienspring wurde durch die sowjetischen Truppen völlig niedergebrannt. Bei dem Angriff starb auch ein neun Jahre altes Mädchen, das nicht rechtzeitig aus einem der Häuser fliehen konnte. Die restlichen Ruinen der Häuser des Dorfes Marienspring wurden 1983 abgetragen. Heute kann man noch die Wassermühle, alte Grabsteine auf dem Friedhof, ein Kriegerdenkmal aus dem Ersten Weltkrieg, ein Denkmal für einen im Kampf mit Wilderern umgekommenen Förster sowie ein neues Denkmal zur Erinnerung an das Mädchen finden.
Ein im 19. Jahrhundert in Zanzhausen angelegter jüdischer Friedhof wurde während des Zweiten Weltkrieges von Deutschen verwüstet. Fünf Grabsteine sind heute dort noch vorhanden.
Ein Teil der Ortschaft Chwalęcice wurde als Chwalęcice Dolne in die Stadt Gorzów Wielkopolski umgemeindet.

## Natur
Der an Wald und Seen reiche Norden der Gemeinde bildet einen Teil des 1991 ausgewiesenen Landschaftsschutzparkes Barlinecko-Gorzowski Park Krajobrazy. In diesem befinden sich auf dem Gemeindegebiet drei Naturschutzgebiete: Dębina (12 ha, Labkraut-Eichen-Hainbuchen-Waldgesellschaft), Rzeka Przyłężek (35 ha, Flusslauf mit Salmoniden) und Wilanów (67 ha, Urwald mit Rotbuchen).

## Verkehr und Kommunikation
Durch Autobuslinien sind die Orte Chwalęcice, Kłodawa, Mironice, Różanki-Szklarnia und Santocko in den öffentlichen Personennahverkehr der Stadt Gorzów Wielkopolski eingebunden. Eine Sommerbuslinie führt von Gorzów über Różanki zum Jezioro Nierzym (Nierimsee).
Durch das Gemeindegebiet führen von Gorzów aus die Landesstraße 22 (früher die Reichsstraße 1) durch die Orte Różanki-Szklarnia, Różanki und Zdroisko sowie die Woiwodschaftsstraße 151 durch Kłodawa. Diese Strecke bildet einen Abschnitt der touristischen Zisterzienserstraße (Szlak Cystersów). Den westlichen Rand der Gemeinde bildet die Landesstraße 3.
In Kłodawa gibt es ein Postamt und in Różanki und Wojcieszyce Postagenturen. Die Orte der Gemeinde haben zwei verschiedene Postleitzahlen: 66-416 haben Różanki, Rybakowo, Santoczno, Wojcieszyce und Zdroisko; 66-415 haben alle übrigen Orte.

## Nachbargemeinden
| Nowogródek Pomorski (Neuenburg(Soldin)) | Barlinek (Berlinchen)                         |                                           |
| Lubiszyn (Ludwigsruh)                   | Kompassrose, die auf Nachbargemeinden zeigt   | Strzelce Krajeńskie (Friedeberg(Neumark)) |
|                                         | Gorzów Wielkopolski (Landsberg an der Warthe) | Santok (Zantoch)                          |

## Söhne und Töchter der Gemeinde
- Erich Dietz von Bayer (* 8. Januar 1859 in Himmelstädt; † 1937), deutscher Offizier und Parlamentarier.